# لین‌دن (ویرجینیای غربی)
لین‌دن (به انگلیسی: Linden) یک منطقهٔ مسکونی در ایالات متحده آمریکا است که در شهرستان روان، ویرجینیای غربی واقع شده‌است.